# Liste des maires de Sedan
Liste des maires de Sedan.

## Liste des maires depuis la Révolution
| Période        | Période                        | Identité                                                                       | Étiquette           | Qualité                                                                                        |
| -------------- | ------------------------------ | ------------------------------------------------------------------------------ | ------------------- | ---------------------------------------------------------------------------------------------- |
| janv. 1790     | août 1791                      | Pierre-Charles-Louis Baudin                                                    |                     |                                                                                                |
| août 1791      | déc. 1792                      | Louis Desrousseaux                                                             |                     |                                                                                                |
| déc. 1792      | janv. 1793                     | Gaillot                                                                        |                     |                                                                                                |
| janv. 1793     | oct. 1793                      | Jean-Brice Lemoine                                                             |                     |                                                                                                |
| oct. 1793      | mars 1794                      | Jean-Baptiste Vassant                                                          |                     |                                                                                                |
| mars 1794      | mai 1794                       | Oudin                                                                          |                     |                                                                                                |
| mai 1794       | nov. 1795                      | Raulin-Oudot                                                                   |                     |                                                                                                |
| nov.1795       | janv. 1798                     | Jean Abraham André II Poupart baron de Neuflize                                |                     | manufacturier                                                                                  |
| janv. 1798     | avril 1799                     | Raulin-Oudot                                                                   |                     |                                                                                                |
| avril 1799     | juill. 1800                    | J. Oliv. Jobert-Ternaux                                                        |                     |                                                                                                |
| juill. 1800    | juin 1801                      | Jacques Augustin Déliars                                                       |                     |                                                                                                |
| juin 1801      | juill. 1803                    | J. Oliv. Jobert-Ternaux                                                        |                     |                                                                                                |
| juill.1803     | avril 1813                     | Jean Abraham André II Poupart baron de Neuflize                                |                     | baron manufacturier                                                                            |
| avril 1813     | sept. 1814                     | Jean Abraham André III Poupart baron de Neuflize                               |                     | banquier                                                                                       |
| sept. 1814     | juill. 1815                    | J. Oliv. Jobert-Ternaux                                                        |                     |                                                                                                |
| juill. 1815    | juin 1816                      | Gilles Rob. Pierre Lemoine-Desmares                                            |                     |                                                                                                |
| juin 1816      | août 1830                      | Paul Eustache Huet de Guerville                                                |                     |                                                                                                |
| août 1830      | déc. 1831                      | Pierre Camion-Gendarme                                                         |                     |                                                                                                |
| déc. 1831      | juin 1832                      | commission administrative                                                      |                     |                                                                                                |
| juin 1832      | mars 1848                      | Ch. Fr. Franquet-Chayaux                                                       |                     |                                                                                                |
| mars 1848      | mai 1848                       | Joseph Eugène Blanchard                                                        |                     |                                                                                                |
| mai 1848       | nov. 1848                      | commission administrative                                                      |                     |                                                                                                |
| nov. 1848      | janv. 1851                     | Ch. Fr. Franquet-Chayaux                                                       |                     |                                                                                                |
| janv. 1851     | juill. 1852                    | J. L. Chayaux                                                                  |                     |                                                                                                |
| juill. 1852    | oct. 1855                      | Claude-Napoléon Blanpain                                                       |                     |                                                                                                |
| oct. 1855      | mars 1873                      | Auguste Philippoteaux                                                          |                     | Député (1871-1885 et 1893-1895)                                                                |
| mars 1873      | déc. 1874                      | Edmond Gollnisch                                                               |                     | Industriel                                                                                     |
| déc. 1876      | sept. 1876                     | Louis Talot                                                                    |                     | Négociant en draps                                                                             |
| sept 1876      | févr. 1886                     | Auguste Philippoteaux                                                          |                     | Député (1871-1885 et 1893-1895)                                                                |
| févr. 1886     | mai 1888                       | Louis Bacot                                                                    |                     | Industriel textile                                                                             |
| mai 1888       | mai 1896                       | Isaac Villain                                                                  |                     | Teinturier                                                                                     |
| mai 1896       | févr. 1903                     | Joseph Stackler                                                                |                     | Industriel textile                                                                             |
| févr. 1903     | mai 1904                       | Auguste II Philippoteaux fils                                                  |                     | Avocat                                                                                         |
| mai 1904       | févr. 1913                     | Léon Charpentier                                                               | Centre gauche       | Pharmacien Conseiller général de Sedan-Sud (1913-1919) Député (1914-1919) Sénateur (1921-1930) |
| févr. 1913     | août 1914                      | Frédéric Bacot                                                                 |                     | Industriel textile                                                                             |
| août 1914      | déc. 1918                      | Le maire reste le même mais c'est le maire-adjoint Charpentier qui fait office |                     |                                                                                                |
| déc. 1918      | déc. 1919                      | Frédéric Bacot                                                                 |                     | Industriel textile                                                                             |
| déc. 1919      | sept. 1920                     | Francisque Dalboy                                                              |                     |                                                                                                |
| sept. 1920     | mai 1929                       | Léon Charpentier                                                               | Gauche démocratique | Conseiller général de Sedan-Sud (1913-1919) Député (1914-1919) Sénateur (1921-1930)            |
| mai 1929       | déc. 1935                      | Émile Albeau                                                                   | Rad                 | Horticulteur-paysagiste                                                                        |
| déc. 1935      | sept. 1940                     | Paul Troller                                                                   | Rad                 | Industriel                                                                                     |
| sept. 1940     | mars 1941                      | A.Bertrand fait office                                                         |                     |                                                                                                |
| mars 1941      | sept. 1944                     | Roger David                                                                    |                     | Notaire                                                                                        |
| sept 1944      | mai 1945                       | P. Le Chevalier                                                                |                     |                                                                                                |
| mai 1945       | oct. 1947                      | Paul Émile Duchein                                                             | Rad                 | Chirurgien                                                                                     |
| oct. 1947      | mai 1950                       | Jean Brincourt                                                                 | MRP                 | Architecte                                                                                     |
| juin 1950      | mars 1959                      | René Dumay                                                                     | MRP                 |                                                                                                |
| 1959           | 1971                           | Henri Gochard                                                                  |                     | Industriel                                                                                     |
| 1971           | 1983                           | Gilles Charpentier                                                             | PS                  | Médecin                                                                                        |
| 1983           | 1989                           | Claude Démoulin                                                                | PS                  | Fonctionnaire de la DDE                                                                        |
| 1989           | 1991                           | Claude Vissac                                                                  | DVD                 | Chef d'entreprise                                                                              |
| 1991           | 1992                           | Michel Pochet                                                                  | DVD                 | Industriel textile                                                                             |
| 1992           | 1995                           | Claude Vissac                                                                  | DVD                 | Chef d'entreprise                                                                              |
| 1995           | 2004                           | Jean-Paul Bachy                                                                | PS                  | Universitaire                                                                                  |
| avril 2004     | 19 juin 2008 (décès)           | Dominique Billaudelle (d)                                                      | PS                  | Professeur, Conseiller général                                                                 |
| 4 juillet 2008 | En cours (au 21 décembre 2021) | Didier Herbillon (d)                                                           | PS puis DVG         | Professeur, Conseiller général Réélu pour le mandat 2014-2020                                  |

## Liste des maires d'Ancien régime
| Période   | Période    | Identité                           | Étiquette | Qualité |
| --------- | ---------- | ---------------------------------- | --------- | ------- |
| 1427      | 1454       | Jehan Robert Evrard de La Marck    | Nommé     |         |
| 1454      | 1454       | Jehan Henrion de La Marck          | Nommé     |         |
| 1560      | 1560       | Thierry Triquot                    |           |         |
| 1569      | 1569       | Thierry Triquot                    |           |         |
| 1574      | 1574       | Jenot Durant                       |           |         |
| 1644      | 1644       | Pierre Sperlette                   |           |         |
| 1670      | 1670       | Jacques Henne                      |           |         |
| 1679      | 1679       | Jacquesson                         |           |         |
| 1696      | 1696       | Jean-Baptiste Penart               |           |         |
| 1698      | 1717       | Jacques Henne                      |           |         |
| 1717      | 1719       | Henri Delo                         |           |         |
| 1719      | 1719       | Nicolas Penart                     |           |         |
| 1740      | 1748       | François David                     |           |         |
| 1748      | 1749       | Jean-Baptiste Husson               |           |         |
| 1749      | 1751       | Jean-Charles Daubigné              |           |         |
| 1751      | 1755       | Joseph Pillas                      |           |         |
| 1755      | 1758       | Jea-François Leroy                 |           |         |
| 1758      | 1762       | Joseph Pillas                      |           |         |
| 1762      | 1764       | Jean-Baptiste Husson               |           |         |
| 1764      | 1764       | Jean Bechet-Petit                  |           |         |
| 1766      | 1769       | Thomas-François-Léger Dorival      |           |         |
| 1769      | 1771       | César Joseph Daguesseau de La Luce |           |         |
| 1771      | 1776       | Jean-Baptiste Husson               |           |         |
| 1776      | 1778       | Guillaume Javaux                   |           |         |
| dec. 1778 | janv. 1790 | Nicolas-Joseph Pillas              |           |         |